# パナビジョン (会社)

パナビジョンのロゴ

パナビジョン (Panavision) はカリフォルニア州ロサンゼルスのウッドランドヒルズを本拠地とする映画撮影機材と写真レンズを供給する会社である。

## 歴史
ロバート・ゴットシャルクによって1950年代のワイドスクリーンブームにアナモルフィック・フォーマットの投影レンズの開発企業として設立された。パナビジョン社は近代映画製作需要に応えるため、徐々に取り扱い品目を増やして来た。1954年に最初の製品を投入して以来、もともとはシネマスコープの周辺機器の会社であったが、アナモルフィック・ワイドスクリーン用レンズ・シリーズを先駆けたことで、業界リーダーとなった。
会社設立当初から、国籍、人種を問わず世界中から優秀な技術者を採用しているが、その中でも日系アメリカ人の宮城島卓夫は、現在も使用される企業ロゴをデザインしたことで知られている。
1972年に軽量な35mmパナフレックス投入により、映画製作を革命的に変えることとなった。
その後も、1999年にはミレニアムXL、2004年にはデジタルビデオジェネシスと画期的な製品を数多く手がけている。

## 設備レンタル企業
パナビジョン社は撮影機材の製造と同時に設備レンタル会社として運営されており、ほとんどの同業他社と違い、商品在庫をすべて所有している。このため最終的な小売価格の下落の心配なく、研究開発や高品質な生産設備に充てる投資が可能となっている。また商品在庫をすべて所有することで、新製品のみならず、所有商品すべてを常に最新の状態に保てる。また、映画撮影機材製造の競合企業であるアーノルド&リヒター社の映画カメラもレンタル機材として取り揃えている。

## カメラ
- パナフレックス
- ミレニアムXL
- ジェネシス